# パク・テディ
パク・テディ（英:Teddy Park、韓:박홍준、1978年9月14日 - ）は、『TEDDY』の名前で知られる、韓国系アメリカ人のラッパー、ソングライター、音楽プロデューサー。韓国のソウルで生まれ、幼いころ家族でアメリカへ引っ越した。17歳のとき友人のテビンと韓国へ行き、韓国の芸能事務所であるYGエンターテインメントのオーディションを受けた。2人はオーディションに合格し、アメリカの高校を卒業後韓国へと渡った。
1998年に友人のDANNY（テビン）、ジンファン、ベッキョンとともに、KPOPグループの1TYMとしてデビュー。1TYMはテディを主なソングライターおよびプロデューサーとして、5つのアルバムをリリースした。1TYMとしてのキャリアが終了した2005年、テディはYGエンターテインメントの社内プロデューサーに就任した。ソングライターとしては、2NE1のディスコグラフィの大部分、またBIGBANGでも多くのシングルを手掛け、SE7ENの『PASSION』、オム・ジョンファの『D.I.S.C.O』などのプロデュースも行った。
2016年からは、ガールズグループBLACKPINKの主要なプロデューサーとして活動している。実際、今日は歌手よりYG有名プロデューサーの一人でより有名だ。

## 来歴

### 1978年 - 1998年：生い立ち
1978年に韓国のソウルで生まれ、幼いころアメリカのニューヨークへと引っ越した。その後カリフォルニア州のダイアモンドバーに引っ越し、ダイアモンドバー高校で将来のグループメンバーであるテビンと出会う。2人はカラオケで歌を歌ったり独自にレコーディングなどを行い、YGエンターテインメントの創設者であるヤン・ヒョンソクと働いていたプロデューサーに見い出される。オーディションとデモテープの制作後、2人は当時まだアンダーグラウンドレーベルだったYGエンターテインメントと契約し、韓国へと渡った。その後韓国の大学に入学したが、キャリアに集中するために中退した。

### 1998年 - 2005年：1TYM
1998年、DANNY（テビン）、ジンファン、ベッキョンと共に、アルバム『One Time for Your Mind』で1TYMとしてデビュー。このアルバムは韓国の今年のベストセラーアルバムの1つとなり、数々の賞を受賞した。2000年にはセカンドアルバム『2nd RoUnd』を、2003年には3枚目のアルバム『「Third Time Fo Yo」Mind！』をリリースした。この頃にテディは曲作りを始め、プロデュースにおいてより重要な役を任されるようになる。同年に4枚目のアルバム『Once N 4 All』をリリースし、レゲエ音楽に影響されたアップテンポな曲『Hot (韓:뜨거)』とR ＆ Bのバラード曲『Without You』の2曲を生み出した。その後1TYMは2年の休止期間を経て、2005年にアルバム『One Way』で再結成。しかしこの年の12月、ジンファンの兵役により活動休止状態となる。1TYMは2014年までに780,000枚のアルバム売り上げを記録している。
1TYMは主にヒップ・ホップグループだったが、レゲエとR ＆ Bにも影響されていた。1TYMと、同じくYGエンターテインメント所属のデュオグループであるジヌションは、ヒップ・ホップとYGエンターテインメントをK POPのメインストリームにもたらしたとして評価されている。22歳のとき、テディはYGエンターテインメントのプロデューサーに就任した。他のほとんどのプロデューサーは、テディよりずっと年上で経験が豊富であった。

### 2006年 - 2016年：YGエンターテインメントのプロデューサーとして
1TYMでの活動休止以降、YGエンターテインメント所属のアーティストのプロデュースを任されるようになり、最初の大きな仕事はSE7ENのシングル『La La La』のプロデュースであった。BIGBANGの曲も多く手掛け、『FANTASTIC BABY』『BANG BANG BANG』などの多くのヒットソングの作曲、プロデュースを担当した。2008年にBIGBANGのメンバーであるテヤンがソロデビューをした際には、デビューコンパクト盤の『Hot』のプロデュースを担当した。2009年、BIGBANGと2NE1のコラボレーションのため『LOLLIPOP』の作曲を担当した。この曲は4月にガオンチャートで1位を獲得した。
2009年に2NE1のデビューコンパクト盤である『2NE1』、2010年にデビューアルバムである『To Anyone』を手掛けた。また、アルバム『To Anyone』の3つのメインシングルのうち『Go Away』『Ca n't Nobody』の2曲の作曲も担当した。2009年、2NE1のシングル『I Don't Care』がアメリカの歌手ライオネル・リッチーの『Just Go』の盗作であると非難された。同年アメリカのアーティストであるレディー・ガガからコラボレーションを依頼された際、2NE1のプロデュースを続けるために拒否した。2010年には再びSE7ENとコラボレーションし、プロモーションシングル『Better Together』の作曲、アルバム『Digital Bounce』のプロデュースを手掛けた。同年テヤンのシングル『Where U At』『Wedding Dress』の作曲を担当し、デビューアルバムである『Solar』のプロデュースを手掛けた。また、G-DRAGONの曲『The Leaders』で、歌手としてフィーチャリングされた。この年の年末には、BIGBANGのメンバーであるG-DRAGONとT.O.Pのコラボレーションアルバム『GD＆TOP』をプロデュースし、自身の作曲したシングル『High High』がガオンチャートで1位、『Oh Yeah』が2位を獲得した。
2013年上半期には、イ・ハイのヒットシングル『Rose』、2NE1のCLのソロデビューシングル『The Baddest Female』、カン・スンユンのYGデビューシングル『Wild＆Young』をプロデュースした。2016年にはBLACKPINKの主要なプロデューサーに就任し、アルバム『SQUARE ONE』と『SQUARE TWO』の作曲とプロデュースを担当し、『SQUARE ONE』に収録された『WHISTLE』と『BOOMBAYAH』が大ヒットを記録した。

### 2016年 - 現在：独立レーベル代表、およびYGエンターテインメントのブレーンとして
2016年5月、BLACKPINKのプロデュースと並行して、YGエンターテインメントの近隣にTHE BLACK LABELを設立。同レーベルは、YGエンターテインメントの関連でありながらも異なる概念を持つ会社とされている。ザイオン Tやソミなどのアーティストが所属。
2017年、BLACKPINKの楽曲『AS IF IT'S YOUR LAST』を作曲した。同年、Makeusエンターテインメント所属のソンミに『Gashina』の楽曲提供を行い、これが自身初のYGエンターテインメントおよびTHE BLACK LABEL以外のアーティストへの楽曲提供になった。2018年1月にもソンミに『Heroin』の楽曲提供を行ったが、これはイギリスの歌手シェリル・コールのファイト・フォー・ディス・ラヴの盗作だと非難された。2017年にはリアリティオーディション番組MIX NINEのテーマソングである『Just Dance』のプロデュースを行った。BLACKPINKの楽曲では、2018年に『DDU-DU DDU-DU』2019年に『Kill This Love』を作曲し、どちらも大ヒットを記録した。
2020年、BLACKPINKとレディー・ガガのコラボ曲「Sour Candy」において、本名名義（Hong Jun Park）で作詞作曲に参加。
2024年から、THE BLACK LABEL初のガールズグループ「MEOVV」のプロデュースを担当。
同じく2024年、TVオーディション番組「I-LAND2:N/a」のプロデューサーに就任。番組の最終合格者で結成された7人組女性グループ「izna」のデビュー曲「izna」の作詞・作曲・編曲を担当。2ndシングルの「SIGN」でも作曲陣の1人に加わった。

## 音楽性
テディの音楽スタイルは、特にテヤンとSE7ENの楽曲を手掛けるとき、コンテンポラリー・R&Bに影響されることがある。また、自身の音楽性にレゲエの影響があることを認めており、中でも2NE1のデビューコンパクト盤である『2NE1』にはレゲエに影響された楽曲が多くあると公開する予定である。自身が作曲したアルバム『2NE1』および『To Anyone』は、主にハウス・ミュージックとポップ・ミュージックとダンス・ミュージックで構成されている。2NE1の『Lonly』という曲では、アコースティックサウンドを称賛された。BIGBANGの曲を制作する際に初めて電子音楽での作曲を試し、2019年現在電子音楽はテディの主要な音楽ジャンルとなっている。
2009年、韓国のエンターテインメント雑誌である10ASIAは、今年最大のヒットソングを多数手掛けたテディを2009年に輝いた上位10名のうちの1人に選んだ。2018年、ソウルスポーツは「K-POPで最も影響力のある人々」をランク付けし、テディは最高のプロデューサーカテゴリで5位にランクインした。同年G-DRAGONと共に、韓国音楽著作権協会のポビュラー音楽の分野において、作詞作曲で最も多くのロイヤルティーを獲得した人物となった。テディは自身の作詞作曲した音楽の著作権使用料で、850,000米ドル（日本円で約9200万円）を稼いだと言われている。

## 私生活
2014年、テディはソウル弘大にある900万米ドル（日本円で約9億8000万円）相当の建物を購入した。また、2013年に自身が監修したTwosome Studioという名のカフェをオープンした。